# You Are My World
You Are My World is een nummer van het Britse synthpopduo The Communards uit 1985. Het is de eerste single van hun titelloze debuutalbum. In 1987 verscheen er een remix van het nummer.
"You Are My World" was de eerste single van het duo, nadat frontman Jimmy Somerville was gestopt met Bronski Beat, en The Communards oprichtte. Toen het nummer in 1985 was uitgebracht, bereikte het aanvankelijk de 30e positie in thuisland het Verenigd Koninkrijk en deed het niets in de Nederlandse hitlijsten. In 1987, toen The Communards al internationaal waren doorgebroken, kwam het duo met een remix van het nummer. Deze versie was, vooral internationaal, succesvoller dan het origineel. In het Verenigd Koninkrijk bereikte de remix de 21e positie. De Nederlandse Top 40 werd dit keer wél gehaald, namelijk met een 24e positie.